# Órdenes
Órdenes (en gallego y oficialmente Ordes) es un municipio español situado en la provincia de La Coruña (Galicia), perteneciente a la comarca de Órdenes. Según el Instituto Nacional de Estadística, en 2021 su población era de 14 174 habitantes.
El municipio ocupa 157 km² y un tercio de la población reside en la capital, la villa de Santa María de Órdenes. Está atravesado por la N-550, la AP-9 y por el ferrocarril entre La Coruña y Santiago de Compostela.
Buena parte del territorio municipal está ocupado por tremedales y plantaciones de eucaliptos.

## Etimología
El topónimo gallego Ordes, documentado como Ordines en el siglo XI, podría derivar del tema *ord-, derivado de la raíz indoeuropea *er- 'fluir, moverse', de significado hidronímico (referida a las aguas, a las corrientes fluviales, etc.). No obstante, de acuerdo con otros investigadores, el topónimo remite al latín (h)ordeis, ablativo de hordeum «cebada», voz presente con cierta frecuencia en toponimia. En tal caso, la variante castellana «Órdenes» sería una traducción que restituye una -n- intervocálica que nunca habría existido.

## Geografía
Integrado en la Comarca de Órdenes, de la que ejerce de capital, se sitúa a 36 kilómetros de la capital provincial. El término municipal está atravesado por la Autopista del Atlántico (AP-9), por la carretera nacional N-550, entre los pK 26 y 42, por las carreteras provinciales AC-524, que une Ordes con la carretera nacional N-634, AC-413, que conecta con Cerceda, y otras carreteras locales que permiten la comunicación entre las pedanías y con los municipios de Tordoya, Trazo, Oroso y Mesía. 
El territorio municipal se encuentra en una llanura a medio camino entre Santiago de Compostela y La Coruña. La altura sobre el nivel del mar oscila entre los 463 metros en el monte Rubieiro, cerca de Mesón do Vento, y los 230 metros a orillas del río Lengüelle, en el sur del municipio. En sentido sur fluyen los cursos de agua, que desembocan casi todos en el río Tambre. El más importante es el río Lengüelle, que baja por el oeste marcando el límite con el municipio de Tordoya. La capital del concejo se alza a 289 metros sobre el nivel del mar.
| Noroeste: Cerceda | Norte: Carral | Noreste: Abegondo |
| Oeste: Tordoya    |               | Este: Mesía       |
| Suroeste: Tordoya | Sur: Oroso    | Sureste: Frades   |

## Historia
De la época castreña destacan el castro de Ceidón y el de Ferreiros. Durante la Edad Media hizo parte del condado de Trastámara, y posteriormente se dividió entre la jurisdicción de Folgoso, del conde de Altamira, el coto de Faramilláns y las jurisdicciones de Gorgullos y Montaos. Montaos fue donado por Alfonso VII a la catedral de Santiago de Compostela en 1124. El 25 de junio de 1554, Felipe II, todavía príncipe y después de peregrinar a Compostela, pernoctó en el lugar de Calle, en la parroquia de Poulo, camino de La Coruña para embarcar rumbo a Inglaterra y contraer matrimonio con María Tudor. El capítulo quedó inmortalizado en una inscripción en el dintel de la puerta de la Casa de Maldonado:

En esta casa poso el rei D. Fhelipe II a 25 de ivnio de 1554.

Otro ilustre peregrino del Camino Inglés a Compostela sería el gran duque Cosme III de Médicis, quien también descansó en Poulo el 6 de marzo de 1669 durante su viaje por España y Portugal.
En junio de 1775, sería fray Martín Sarmiento quien describiría puntillosamente la zona en su libro de viajes.
Durante finales de la Edad Moderna, las tierras de Órdenes quedaron adscritas a la provincia de Santiago de Compostela. Tras la promulgación de la Constitución de 1812, pasaron a integrar la provincia única de Galicia. Posteriormente, las divisiones territoriales sucedidas entre 1822 y 1833 supusieron su adscripción a la nueva provincia de La Coruña.
El moderno municipio de Órdenes se creó tras las reformas judiciales de 1834 cuando hereda la dignidad del histórico partido judicial de Poulo, capital judicial hasta el 21 de abril de 1834. Finalmente, el boletín oficial provincial publicaba, el 27 de abril de 1836, el nacimiento del moderno "ayuntamiento de Órdenes". La última de las actuales parroquias en adscribirse sería San Pedro de Ardemil, hecho que tendría lugar durante la sesión plenaria del 6 de junio de 1836 de la Diputación Provincial de La Coruña.
El general Porlier también pernoctó en el lugar de Mesón de Deus-Merelle, y allí fue hecho prisionero el 22 de septiembre de 1815, desde donde fue trasladado a La Coruña para ser ejecutado en la horca. Durante la guerra civil de 1833 se produjeron enfrentamientos entre liberales y absolutistas y en 1846 pasó Solís con las tropas del Ejército Libertador de Galicia.

## Clima
Su clima es de tipo oceánico húmedo, con abundantes precipitaciones (aunque con mínimos en verano) y temperaturas suaves. Las precipitaciones superan los 1500 mm anuales. La temperatura media es de 13 °C, si bien hiela todo el año excepto en el verano. Su clima es de tipo oceánico de interior.

## Cultura y arte
- Iglesia de San Julián de Poulo (románica, siglo XII)
- Iglesia de San Pelayo de Buscás (románica, siglo XII)
- Iglesia de Santa Eulalia de Pereira (románica, siglo XIII), construida sobre el yacimiento romano del castro de Casanova.
- Torre de Morgade (siglo XIV)
- Pazo de Bidueiro (siglo XVII).
- Pazo de Peñasco (1691).
- Museo del Traje "Juanjo Linares" (siglo XXI).

## Geografía humana

### Demografía
Cuenta con una población de 12 772 habitantes (INE 2024).
| Gráfica de evolución demográfica de Órdenes entre 1842 y 2021 |
| |
| Población de derecho según los censos de población del INE Población de hecho según los censos de población del INEEn estos censos se denominaba Órdenes: 1842, 1857, 1860, 1877, 1887, 1897, 1900, 1910, 1920, 1930, 1940, 1950, 1960, 1970 y 1981 |

| Evolución de la población de Órdenes - desde 1900 hasta 2022 -                                                                       |       |        |        |        |        |         |         |         |          |          |          |          |
| 1900 | 1930  | 1950   | 1981   | 2004   | 2007   | 2010    | 2011    | 2012    | 2013     | 2020     | 2021     | 2022     |
| 7.260 | 8.205 | 10.450 | 11.076 | 12.287 | 12.359 | {{{7}}} | {{{8}}} | {{{9}}} | {{{10}}} | {{{11}}} | {{{12}}} | {{{13}}} |
| Fuentes: INE e IGE (Los criterios de registro censal variaron entre 1900 y 2011, y los datos del INE y del IGE pueden no coincidir.) |       |        |        |        |        |         |         |         |          |          |          |          |

## Economía
Durante la década de 1960 se produjo una emigración hacia las ciudades más próximas y hacia otros países de Europa, que frenó en la década de 1970. En la actualidad, un cuarto de la población se dedica al sector primario (ganado bovino para leche). La industria textil fue una de las actividades más pujantes hasta principios de la década de 2010; con diversas fábricas de textil como TMX, Deus o Viriato (la de mayor tradición) entre otras, que aparte de sus propias colecciones, en muchos casos suministraban ropa a El Corte Inglés, Inditex y a diversas firmas de moda españolas. Hoy en día esas fábricas han cerrado y se encuentra prácticamente desmantelada. Otro motor económico era la construcción, hasta la crisis que afectó a todo el país en 2008, y que redujo este sector a la mínima expresión. El sector terciario se concentra en la capital del municipio, con cierta relevancia de la actividad de comercio al por menor.

## Parroquias
Parroquias que forman parte del municipio:
- Ardemil (San Pedro).
- Barbeiros (Santa María).
- Beán (Santa María).
- Buscás (San Paio).
- Leira (Santa María).
- Lesta (San Andrés).
- Mercurín (San Clemente).
- Montaos (Santa Cruz).
- Órdenes[9]
- Parada (Santa Marina).
- Pereira (Santa Eulalia).
- Poulo (San Xulián).
- Villamayor[9]